# Rapy Dylańskie
Rapy Dylańskie – kolonia w Polsce położona w województwie lubelskim, w powiecie biłgorajskim, w gminie Biłgoraj.
| SIMC    | Nazwa    | Rodzaj    |
| ------- | -------- | --------- |
| 0886140 | Gircze   | część wsi |
| 0886156 | Rudziska | część wsi |

W latach 1975–1998 miejscowość administracyjnie należała do województwa zamojskiego. 
Kolonia jest sołectwem w gminie Biłgoraj. Według Narodowego Spisu Powszechnego z roku 2011 kolonia liczyła 99 mieszkańców i była 26. co do wielkości miejscowością gminy.
Wieś jest otoczona lasami Puszczy Solskiej i leży ok. 4km na północ od Biłgoraja. Dobiega do niej droga powiatowa nr 2917L, łącząca ją  z dzielnicą Rapy w Biłgoraju. W pobliżu miejscowości, przy wspomnianej drodze, znajduje się leśny zbiornik retencyjny na rzece Osie o głębokości ok. 2m i powierzchni 1,93ha.

## Historia
W 1827 roku Rapy Dylańskie liczyły 8 domostw i 91 mieszkańców wchodząc w skład dóbr Dyle. We wsi dominuje drewniana zabudowa. 4 X 1943 r. w rejonie gajówki Rapy Dylańskie odbyła się koncentracja oddziałów AK mających zaatakować Biłgoraj. Na miejsce zgrupowania przybyły oddziały Jana Turowskiego „Norberta”, Edwarda Błaszczaka „Groma”, Adama Hasiewicza „Wara” i Kompania Warszawska pod dowództwem kpt. „Żegoty”. 5.10.1943 r partyzanci, po wykryciu przez Niemców zgrupowania, zostali zaatakowani. Po dwugodzinnej walce partyzanci bez strat własnych przełamali pierścień okrążenia W trakcie walki zginęło 7 żołnierzy niemieckich.Pościg za uchodzącymi powstrzymał wezwany na pomoc oddział Stefana Prusa „Adama”.

## Szlaki turystyczne
Rowerowy Szlak Białej Łady